# Етно-музика
Етно-музика (изворна, народна, традиционална, етничка, музика света) — у свету је прихваћен англосаксонски термин „world music”, означава музички полижанр који је заступљен у свим деловима света и не може се прецизно дефинисати. Етно-музиком обухваћене су категорије музике од изворних музичких облика до фузијске модерне музике надахнуте традиционалном музиком. Захваљујући глобализацији, последњих неколико деценија етно-музика је у експанзији. Она се одражава не само кроз све бројнију публику, него и кроз појаву субжанрова који настају повезивањем и прожимањем различитих традиција. Инклузивна природа и еластичност светске музике као музичке категорије може да представља препреке универзалној дефиницији, али је њен интерес за културну егзотику садржан у опису жанра који је дао часопис fRoots.
Овој музици која не следи „северноамеричку или британску поп и фолк традицију“ музичке индустрије у Европи и Северној Америци дале су термин „светска музика“. Израз је популаризован током 1980-их као маркетиншка категорија за западњачку традиционалну музику. Она је прерасла је у поджанрове као етничке фузије (Кланард, Рај Кудер, Енја, итд.) и ворлдбит.

## Лексикологија
Термин „светска музика” приписан је етномузикологу Роберту Е. Брауну, који га је сковао током раних 1960-их на Универзитету Веслијан у Конектикату, где је развио од додипломских до докторских програма у овој дисциплини. Да би побољшао процес учења (Џон Хил), позвао је више од десет гостујућих извођача из Африке и Азије и започео серију концерата светске музике. Термин је постао актуелан током 1980-их као маркетиншко/класификационо средство у медијима и музичкој индустрији. Постоји неколико опречних дефиниција за светску музику. Једна је да се састоји од „све музике на свету“, иако тако широка дефиниција тај термин чини готово бесмисленим.

## Терминологија
Поред тога што етно-музику није могуће сасвим прецизно дефинисати, неизбежно се поставља и питање који је назив најадекватнији. У Србији се користе назив етно-музика, али и интернационализам „world music”, као и превод овог израза — музика света. Усаглашеног става о томе који је израз најбољи, нема. Поред тога, сам израз се у свету, па и код нас, различито дефинише. У САД и у већем делу западне Европе, под овим појмом подразумева се традиционална музика, музика настала на основу традиционалне музике, као и традиционална музика имиграната у овим земљама. У Латинској Америци, Азији, Африци, Ирској и на Балкану, „World music” означава музички правац настао мешањем савремених музичких праваца попут џеза, рока, попа, техно музике са традиционалном музиком.

## Историјски развој
Свакако да су народи и етничке заједнице и пре појаве етно-музике утицали једни на друге и да је мешање култура и раније доводило до формирања музичких облика који и данас постоје. Танго и фламенко настали су интеракцијом шпанске и маварске културе. Током 18. и 19. века, Турска је извршила значајан утицај на уметничку музику. Моцартов Турски марш и Отмица из Сараја, и Бетовенова Девета симфонија, примери су у којима је видан овај утицај. Тридесетих година 20. века, у Њујорку долазе у додир афрички џез и латино ритмови, који се комбинују у салсу, данас један од најпопуларнијих музичких жанрова. Грамофонске плоче, радио, појава звучног филма, а касније и телевизије, дали су свој допринос и отвориле врата за нове могућности у развоју музике.
У другој половини двадесетог века, музика са различитих, удаљених географских простора проналази свој пут и полако продире у популарну музику тог времена. Томе су допринеле и могућности путовања и неминован сусрет са музиком других поднебља. Битлси, под утицајем Индије, користе мотиве индијске музике у неколико својих песама. Шездесетих година, индијски музичар Рави Шанкар, популарише индијску музику по Европи и Америци и остварује сарадњу са музичарима различитих жанрова (Џорџ Харисон, Јехуди Мењухин). Овај период обележио је и реге музичар Боб Марли, који је јамајчанску музику учинио популарном и познатом широм света. Брајан Ино, Малком Макларен, Дејвид Бирн неки су од музичара чији је рад и експериментисање новим могућностима утицао на музичку сцену и утемељивао пут светској музици. Осамдесетих година прошлог века дошло је до прекретнице и коначног формирања полижанра светске музике. 1982. године, Питер Габриел покреће међународни уметнички фестивал WOMAD (World of Music, Arts and Dance) који за циљ има популарисање локалних културних традиција. Велики бум направио је и Пол Сајмон са албумом Грејсленд, снимљеним у сарадњи са афричким музичарима. Но, развоју светске музике допринели су и други чиниоци који су се у исто време дешавали: појава нових технологија, продор музике снимљене изван развијеног света, пораст музичке продукције, неки су од њих. Радио станице дају све више простора светској музици, а 1991. године први пут се додељује награда Греми за најбољи албум у категорији светске музике. На крају 20. века постало је јасно да су границе, што се тиче музике срушене и да контрола музичке продукције више неће бити могућа.